# Gmina Köping
Gmina Köping (szw. Köpings kommun) – gmina w Szwecji, w regionie Västmanland, z siedzibą w Köping.
Pod względem zaludnienia Köping jest 99. gminą w Szwecji. Zamieszkuje ją 24 677 osób, z czego 49,84% to kobiety (12 299) i 50,16% to mężczyźni (12 378). W gminie zameldowanych jest 1420 cudzoziemców. Na każdy kilometr kwadratowy przypada 40,6 mieszkańca. Pod względem wielkości gmina zajmuje 155. miejsce.